# Álvaro Recoba
Álvaro Alexander Recoba Rivero (født 17. december 1976 i Montevideo, Uruguay) er en uruguayansk tidligere fodboldspiller, der spillede som angriber eller alternativt midtbanespiller. Han spillede gennem karrieren for henholdsvis Nacional og Danubio i hjemlandet, Inter Milan i Italien, græske Panionis samt på leje hos Venezia og Torino FC i Italien.

## Landshold
Recoba nåede i sin tid som landsholdsspiller (1995-2007) at spille 69 kampe og score 11 mål for Uruguays landshold, hvori han har scoret 14 mål. Han debuterede for holdet helt tilbage i 1995, og har siden repræsenteret sit land ved både VM i 2002, Copa América i 1997 og 2007 samt Confederations Cup 1997.